# Xenylla raynalae
Xenylla raynalae är en urinsektsart som beskrevs av Najt, Thibaud och Wanda M. Weiner 1990. Xenylla raynalae ingår i släktet Xenylla och familjen Hypogastruridae. Inga underarter finns listade i Catalogue of Life.